# Anders Celsius
Anders Celsius (Uppsala, 27. studenog 1701. – Uppsala, 25. travnja 1744.) bio je švedski fizičar i astronom. Bio je profesor astronomije na Sveučilištu u Uppsali i ravnatelj prvoga švedskog astronomskog opservatorija. Predložio (1742.) da se kao osnovne točke za mjerenje temperature na termometru sa živom odaberu ledište i vrelište vode pri tlaku od 760 mm stupca žive (mmHg), označivši ledište kao 100°, a vrelište kao 0°. Današnja oznaka ledišta s 0 °C i vrelišta sa 100 °C (Celsiusova skala) potječe od Carla Linnéa i Mårtena Strömera (1750.). Celsius je promatrao dnevne promjene magnetske deklinacije i utvrdio utjecaj polarnoga svjetla na zemaljski magnetizam. Bavio se i metrologijom (zagovarao uvođenje Gregorijanskoga kalendara, mjerio meridijanski stupanj). Mnogo je putovao po Njemačkoj, Italiji i Francuskoj. Godine 1736. godine sudjelovao je u ekspediciji koja je izmjerila luk meridijana i prvi je uočio djelovanje polarne svjetlosti na magnetsku iglu. Jedan krater na Mjesecu je dobio po njemu ime. Pojam "Celzijusov stupanj" odnosno "stupanj Celzijusa" službeno je prihvaćen 1948. godine na Međunarodnoj konverciji o mjerama i težinama. Umro je od tuberkuloze (sušice) u svom rodnom gradu.

## Celzijev stupanj
Celzijev stupanj ili Celsiusov stupanj (kadšto stupanj Celzija ili celzij; znak °C), je mjerna jedinica Celzijeve temperature, izvedena jedinica SI (međunarodni sustav mjernih jedinica), jednaka Kelvinu (K = °C). Zbog različitih ishodišta temperaturnih ljestvica isto je temperaturno stanje opisano različitim vrijednostima termodinamičke temperature (u kelvinima ili K) i Celzijeve temperature (u Celzijevim stupnjevima ili °C), na primjer ledištu vode pridružene su vrijednosti termodinamičke temperature od 273,15 K ili Celzijeve temperature od 0 °C, a normalnom vrelištu vode 373,15 K, to jest 100 °C.